# (816) Juliana
(816) Juliana ist ein Asteroid des Hauptgürtels, der am 8. Februar 1916 vom deutschen Astronomen Max Wolf in Heidelberg entdeckt wurde. 
Der Asteroid ist nach der niederländischen Königin Juliana von Oranien-Nassau benannt.